# Heterostemma suberosum
Heterostemma suberosum är en oleanderväxtart som beskrevs av Julien Noël Costantin. Heterostemma suberosum ingår i släktet Heterostemma och familjen oleanderväxter. Inga underarter finns listade i Catalogue of Life.